# William Parmenter

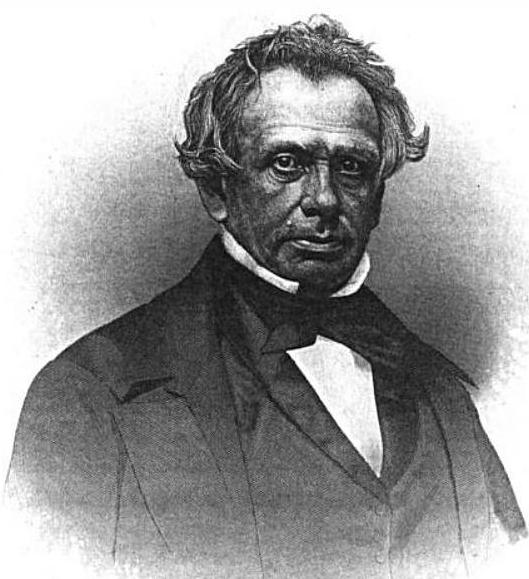
William Parmenter

William Parmenter (* 30. März 1789 in Boston, Massachusetts; † 25. Februar 1866 in East Cambridge, Massachusetts) war ein US-amerikanischer Politiker. Zwischen 1837 und 1845 vertrat er den Bundesstaat Massachusetts im US-Repräsentantenhaus.

## Werdegang
William Parmenter besuchte die öffentlichen Schulen seiner Heimat und die Boston Latin School. In den 1820er Jahren schloss er sich der Bewegung um den späteren US-Präsidenten Andrew Jackson an und wurde Mitglied der von diesem 1828 gegründeten Demokratischen Partei. 1829 war er Abgeordneter im Repräsentantenhaus von Massachusetts; 1836 gehörte er dem Staatssenat an. Im selben Jahr war er Gemeinderat in Cambridge. Von 1824 bis 1836 fungierte Parmenter als Manager der Firma New England Crown Glass Co. Außerdem war er Präsident der Middlesex Bank.
Bei den Kongresswahlen des Jahres 1836 wurde Parmenter im vierten Wahlbezirk von Massachusetts in das US-Repräsentantenhaus in Washington, D.C. gewählt, wo er am 4. März 1837 die Nachfolge von Samuel Hoar antrat. Nach drei Wiederwahlen konnte er bis zum 3. März 1845 vier Legislaturperioden im Kongress absolvieren. Von 1843 bis 1845 war er Vorsitzender des Ausschusses für Marineangelegenheiten. Die Zeit ab 1841 war von den Spannungen zwischen Präsident John Tyler und der Whig Party geprägt. Außerdem wurde damals bereits über eine mögliche Annexion der seit 1836 von Mexiko unabhängigen Republik Texas diskutiert.
Nach dem Ende seiner Zeit im US-Repräsentantenhaus war William Parmenter zwischen 1845 und 1849 als Naval Officer bei der Hafenverwaltung von Boston tätig. Er starb am 25. Februar 1866 in East Cambridge.